# 松山市立道後中学校
松山市立道後中学校（まつやましりつどうごちゅうがっこう）は、愛媛県松山市にある公立中学校。

## 概要
松山市中心部の東側に位置する。校区内は道後温泉、道後商店街、湯築城跡などがある観光地で、伊予鉄道城南線の起点である道後温泉駅がある。
近年の全校生徒数は約500名前後であるが、1961年度から1965年度および1972年度から1992年度の間は1,000名を超え、特に1980年代は1学年10クラス以上あるマンモス校であった。また、校区内には大手企業や銀行等の社宅や官舎、医師の家が多くあり、その当時は公立学校でありながら、松山市内の中でもトップの進学校であり、愛光学園や愛媛県立松山東高等学校に進学する生徒の数は、愛媛大学教育学部附属中学校よりも多かった。
中には道後中学に入学するために戸籍を移す（アパートなどを借りて）という者もいた。
しかし現在は学年で30名程度となっている。（学生数も減少）。また、不登校の数も上昇傾向にあるものの新民主対応と別室登校など様々な処置がされている。
生徒数が多かったことや、体育館や校舎の改築工事などが1980年前後から続いていたこと等から運動場が非常に手狭な状態で、さらにテニスコート（クレー）に至っては道路を渡った所にあるなど不便な状況が長年に渡り続いていた。その一方で、学校の敷地の西隣は松山市が所有する水源地（道後温泉の泉源）で、広い草むらの中に小さな揚水ポンプ小屋がいくつか建っているだけであった。この水源地の土地について、1995年3月にようやく運動場拡張のための転用が決まり、その2年後に運動場の西側への拡張工事が完成した。
現在は老朽化に伴う改修工事を行っております。完成は10月31日のハロウィーンのようだ。
1982年8月には松山市で開催された全国中学校総体において、サッカー部がベスト8となっている。
通学カバンは長らくたすき型にかける学校指定の白い帆布製（表のカバーのみビニール製）の肩掛けカバンであった。しかし、夏休みにヨーロッパに研修出張に行った生徒指導の教諭ら1-2名が中心となって、1984年4月の入学生から、リュックサックとランドセルの中間のような形の背負う通学カバンが松山市の中学校では初めて導入された。これは、「肩掛けカバンでは教科書やノートなどを詰めると片方の肩にのみ荷重がかかるため重さを強く感じる」、「ななめにかけるので姿勢が悪くなりそう」、「ヨーロッパではランドセル型のカバンを使っていた」、さらには、これが最も重要な目的であるが、「ファッションとしてぺっちゃんこにした状態のカバンを体の前になるよう掛ける（正式なかけ方はカバン本体を腰のやや下から臀部の位置にする、通称「後ろカバン」）と品格が損なわれる」等の意見によるものであった。ランドセル型のカバンは両肩で背負うので、カバン本体を前にする「通称、前カバン」を阻止するためには極めて有効で、それまでの生徒指導時には、前カバン（指導は長時間の正座などの強制）、横カバン（厳重注意や軽い体罰程度まで）といったカバンの位置の明確な区切りをできずにあった状況に終止符を打つものと期待された導入であった。
2023年度より黒色のリュックサック型が導入された。（選択自由？）

## 沿革
- 1957年（昭和32年）4月 - 松山市立御幸中学校（現松山市立東中学校）を分割して開校[1]。
- 1958年（昭和33年）3月 - 校区からの寄贈により創立記念図書館が竣工（木造平屋建て）。松山市内の公立中学校では珍しく図書館として単独の建物であった。
- 1962年（昭和37年）3月 - 体育館が落成[2]。
- 1972年（昭和47年）9月 - プールを移転新設[2]。プールが新設された区画が敷地から西隣の水源地側に飛び出た形となっている。
- 1978年（昭和53年）3月 - 技術室が完成。
- 1981年（昭和56年）3月 - 運動場に夜間照明を設置[2]。
- 1983年（昭和58年）4月 - 給食受渡室（建物）が完成し、給食が開始される[2]。それまでは、学校からの支給は牛乳のみ（1980年頃からは週に1回、みかんジュースも配られた）で各自弁当持参であった。
- 1984年（昭和59年）3月 - 2代目体育館が落成[2]。
- 1986年（昭和61年）3月 - 柔剣道場が完成[2]。
- 1995年（平成7年）3月 - 運動場を西側に拡げる拡張工事が完了。この工事と合わせて正門の塀の外（道路を挟んで北側）にあったテニスコートが運動場内に移転。
- 2000年（平成12年）11月 - 西校舎改修工事完了。
- 2002年（平成14年）2月 - 柔剣道場通路改修工事完了。
- 2010年（平成22年）11月 - 文部科学省学力向上実践研究推進事業研究指定校発表会[2]。